# Вторжение похитителей тел (фильм, 1978)
«Вторжение похитителей тел» (англ. Invasion of the Body Snatchers) — фильм режиссёра Филипа Кауфмана, снятый в 1978 году, вторая экранизация романа Джека Финнея. 

## Сюжет
Сан-Франциско. В городе начали появляться странные цветы. Элизабет Дрискол — помощница инспектора департамента здравоохранения Мэтью Беннелла — сообщает своему шефу, что её муж Джеффри начал вести себя как-то странно. Сперва Беннелл решает, что девушке нужна помощь психиатра, но затем выясняется, что таких людей в городе очень много, и они весьма активно взаимодействуют друг с другом.
Ситуация проясняется, когда хозяйка грязелечебницы Нэнси Беллисек неожиданно находит в одной из кабинок что-то напоминающее человеческое тело, но лишённое индивидуальных черт. Однако через какое-то время существо открывает глаза, при этом оказывается, что оно выглядит точь в точь как муж Нэнси Джек. Тем временем Мэтью обнаруживает в доме Элизабет образование, напоминающее его помощницу. Тогда он хватает Элизабет Дрискол и увозит к себе, а потом вызывает полицию, которая не обнаруживает в доме ничего. Нэнси, Джек и Мэтью обращаются к психиатру Дэвиду Кибнеру, однако тот считает, что у его друзей некая форма коллективного психоза. Тем не менее доктор обещает помочь Беннеллу, однако вместо этого он садится в машину к странным людям.
Обдумывая происходящее, Нэнси и Элизабет понимают, что происходящее как-то связано со странными цветами. Мэтью пытается привлечь внимание властей к происходящему, однако не находит понимания. Утомлённый, он ложится спать, а в это время в доме появляются дубликаты Беннелла и его друзей. Мэтью пытается обратиться в полицию, но это приводит к совершенно противоположному результату — на него и его спутников начинается охота. В конце концов инспектор и его помощница попадают в руки изменённых людей, в числе которых уже находятся Кибнер и Джек Беллисек. Но благодаря помощи Нэнси, Мэтью и Элизабет удаётся бежать. В конце концов Элизабет засыпает, а когда просыпается, её личность становится изменённой. В ярости Мэтью бежит в здание, в котором происходит выращивание людей-бутонов, где ему удаётся устроить пожар. За ним снова начинается погоня. Мэтью пытается спрятаться под мостом…
Следующий день. Беннелл идёт на работу в свой департамент, где видит людей с ничего невыражающим взглядом, сидит в своём кабинете, выполняя рутинную работу, после трудового дня идёт домой. На улице города он встречает Нэнси, которая рада увидеть хотя бы ещё одного настоящего человека, однако Беннелл указывает на неё пальцем и издаёт нечеловеческий вопль.

## В ролях
- Дональд Сазерленд — Мэтью Беннелл
- Брук Адамс — Элизабет Дрискол
- Джефф Голдблюм — Джек Беллисек
- Вероника Картрайт — Нэнси Беллисек
- Леонард Нимой — доктор Дэвид Кибнер
- Арт Хиндл — доктор Джеффри Хоуэлл
- Лилия Гольдони — Кэтрин Хендли
- Кевин Маккарти — бегущий человек (камео)
- Дон Сигел — водитель такси (камео)
- Том Ладди — Тед Хендли
- Стэн Ричи — Стэн
- Дэвид Фишер — мистер Джанни
- Роберт Дюваль — священник на качелях (камео)
- Филип Кауфман — человек в шляпе, который ломится в телефонную будку (камео)
- Том Дальгрен — детектив
- Гэрри Гудроу — доктор Боккардо

## Награды и номинации
- 1978 — Премия «Сатурн»
- Лауреат:
  - за лучшую режиссуру (Филип Кауфман)
  - за лучший звук ( Арт Рочестер, Марк Бергер, Andy Wiskes)
- Номинация:
  - Лучший актёр (Дональд Сазерленд)
  - Лучшая актриса (Брук Адамс)
  - Лучший грим
  - Лучший научно-фантастический фильм
  - Лучшие спецэффекты
  - Лучший актёр второго плана (Леонард Нимой)
- 1979 — Кинофестиваль в Авориазе
  - премия канала Antenne II (Филип Кауфман), поделена с австралийским фильмом «Долгий уикенд»
- 1979 — Премия Хьюго
  - номинация в категории Лучшая драматическая постановка
- 1979 — премия Гильдии сценаристов США
  - номинация в категории Лучшая адаптация другого произведения (У. Д. Рихтер)